# ИжГСХА-Ижевск
 ИжГСХА-Ижевск — российский женский баскетбольный клуб, основанный в 1995 году и расформированный в 2009 году. Лучшим результатом команды в чемпионате России является 18-е место в Суперлиге А.

## История
В середине 1990-х в Ижевске на базе студенческого баскетбола создана профессиональная женская команда «Университет». Клуб начал выступление в первой лиге чемпионата России. В 1999 году главным спонсором «Университета» стал Ижевский завод пластмасс. За два года команда прошла путь от высшей лиги до элитного дивизиона — Суперлиги А, в котором выступала один сезон. По итогам этого сезона «ИЗП-Университет», заняв 18-е место, вылетел во 2-й дивизион российского первенства — в Высшую лигу, где выступал до своего расформирования.
1 ноября 2004 года был убит председатель совета директоров Ижевского завода пластмасс Николай Востриков, после чего уменьшилось финансирование клуба. Команда «ИЗП-СДЮСШОР № 3» комплектовалась исключительно своими воспитанницами и в сезоне 2006/07 поставила антирекорд первенства: 24 проигранных матча из 24. По итогам сезона клуб покинул низший дивизион, завод отказался от спонсорства.
В 2008 году Ижевск заявил в Высшую лигу университетскую команду «ИжГСХА-Ижевск», созданную на базе Ижевской государственной сельскохозяйственной академии. В единственном сезоне (2008/09) клуб обновил свой антирекорд, проиграв все 40 сыгранных матчей. Сезон 2009/10 команда начала с участия в розыгрыше Кубка В. Кузина (отбор к Кубку России), но затем «ИжГСХА-Ижевск» не явилась на первые календарные игры чемпионата Высшей лиги, после чего директорат РФБ, в соответствии с регламентом, снял команду с чемпионата и наложил штраф в размере 60 тысяч рублей.

### Чемпионат и Кубок России
| Сезон   | Лига                       | Место              | Кубок*                  | Примечания           |
| ------- | -------------------------- | ------------------ | ----------------------- | -------------------- |
| 1995/96 | Первая лига                | 8                  |                         |                      |
| 1996/97 | Первая лига                | 3                  |                         | Вышел в Высшую лигу  |
| 1997/98 | Высшая лига (Дивизион «Б») | 17                 |                         |                      |
| 1998/99 | Высшая лига (Дивизион «Б») | 17                 |                         |                      |
| 1999/00 | Высшая лига (Дивизион «Б») | 15                 |                         |                      |
| 2000/01 | Высшая лига (Дивизион «А») | 3                  |                         | Вышел в Суперлигу    |
| 2001/02 | Суперлига                  | 18                 |                         | Вылетел из Суперлиги |
| 2002/03 | Высшая лига                | 5                  |                         |                      |
| 2003/04 | Высшая лига                | 6                  | 1/16 финала             |                      |
| 2004/05 | Высшая лига                | 7                  | групповой турнир (6 м.) |                      |
| 2005/06 | Высшая лига                | Зона «Восток (6м.) | групповой турнир (3 м.) |                      |
| 2006/07 | Высшая лига                | 13                 | групповой турнир (5 м.) |                      |
| 2008/09 | Высшая лига                | 11                 | групповой турнир (6 м.) |                      |
| 2009/10 |                            |                    | групповой турнир (3 м.) |                      |

* — пунктиром выделена статистика выступлений в Кубке В. Кузина (отборочный турнир к Кубку России)

## Главные тренеры
- Юрий Карандашов (1995/2004)
- Вера Устинова (2004/2005)
- Татьяна Ипатова (2005/2006)
- Дмитрий Колесников (2006/2007)
- Наталья Абаева (2008/2009)

## Знаменитые игроки
- Елизавета Белалова
- Алла Гаврилица
- Юлия Миронова
- Мария Черепанова
- Ольга Яковлева